# Thermohygrograph

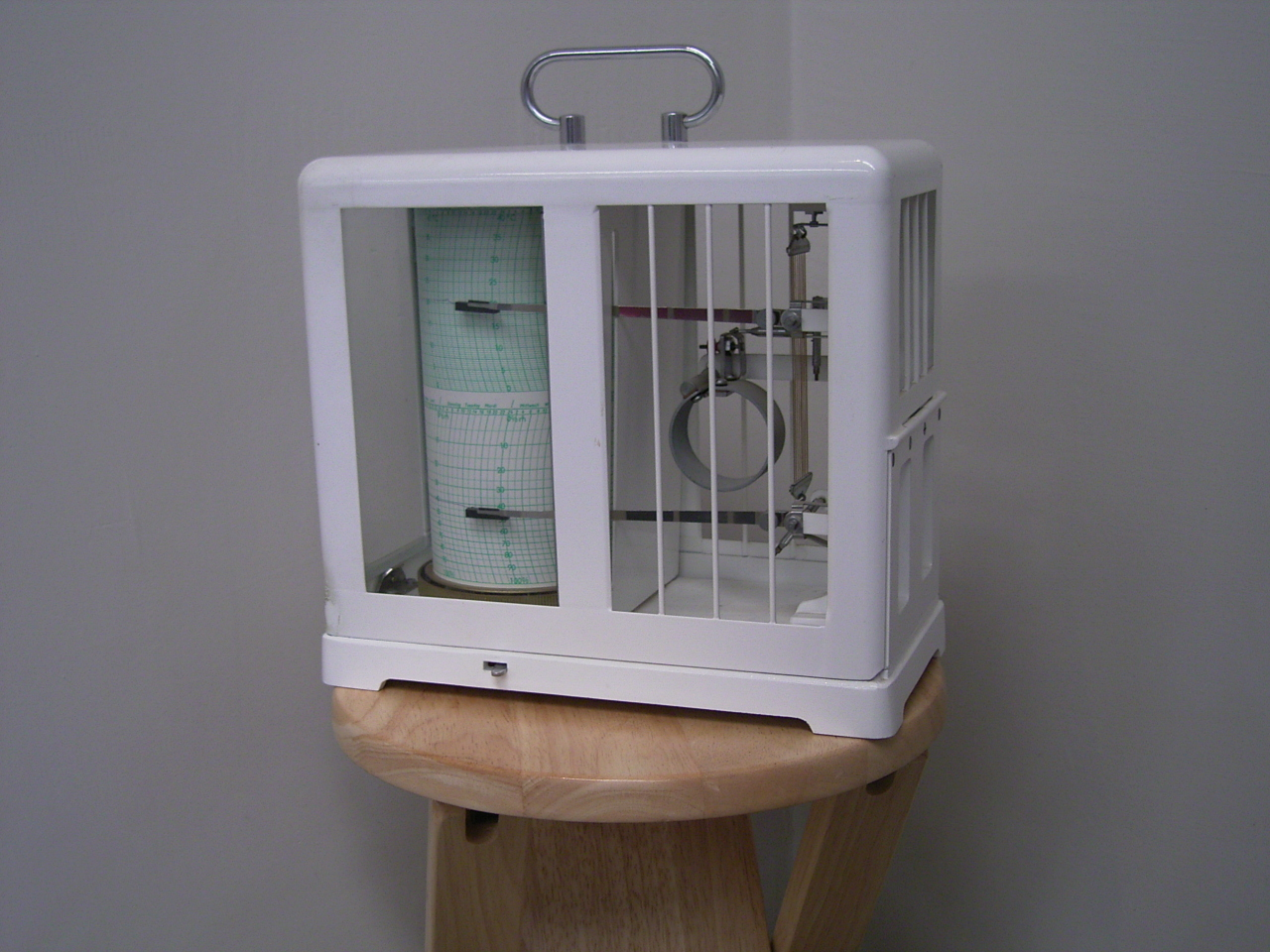
Thermohygrograph im Museumseinsatz

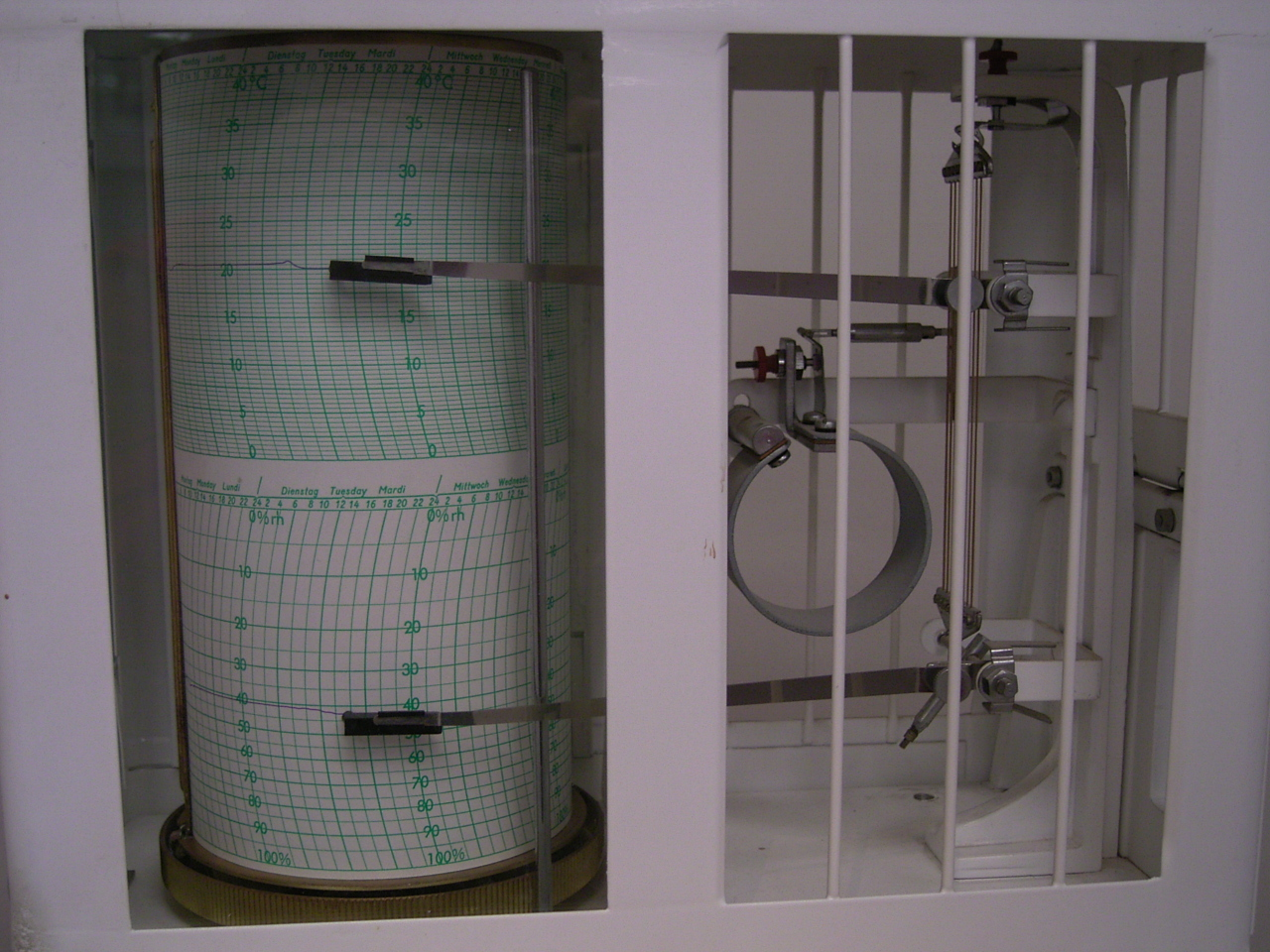
Thermohygrograph-Detailansicht

Ein Thermohygrograph (auch Thermo-Hygrograph) ist ein kombiniertes Registriergerät zum gleichzeitigen Messen und Aufzeichnen der Lufttemperatur und der relativen Luftfeuchtigkeit während einer bestimmten Zeit. Die Einzelgeräte sind der Thermograph und der Hygrograph. Thermohygrographen werden hauptsächlich in der Meteorologie als Bestandteil von Wetterstationen verwendet, finden aber auch in Museen, Haustechnik, Lager und Transport sowie im Bauwesen (bspw. bei der Bauwerksinstandsetzung und Abdichtung) Anwendung. Ein Meteorograph ist die Erweiterung mit einem Barograph.
Klassische Modelle sind als Trommelschreiber mit Bimetall, natürlichem Haar und mechanischem oder elektronischem Uhrwerk realisiert, wobei die Trommel eine Umlaufzeit von einem, sieben, 14 oder 31 Tagen besitzen kann. Die Messwerte werden dabei als Messkurven auf Papier aufgezeichnet.